# Trampa mortal
Trampa mortal es una obra de teatro de Ira Levin, estrenada en 1978 y estrenada en España en 1981.

## Argumento
La obra nos presenta la historia de un afamado novelista de novelas policíacas, pero, que sin embargo, se encuentra en el momento más bajo de su creatividad y popularidad. Todo cambia cuando un exalumno suyo de la facultad le envía el manuscrito de su primera obra de teatro. Al comprobar la grandiosidad del texto, el veterano escritor intentará por todos los medios apropiarse del mismo, para lo cual comenzará a idear un plan para asesinarlo.

## Estreno
- Teatro Marquina , Madrid, 4 de diciembre de 1981.
  - Dirección: Ángel Fernández Montesinos.
  - Adaptación: Andrés Kramer.
  - Intérpretes: Paco Valladares, María Silva, Trini Alonso
- Teatro Olympia, Valencia, 20 de octubre de 1999.
  - Dirección: Ángel Fernández Montesinos.
  - Escenografía: Wolfgang Burmann.
  - Intérpretes: Paco Valladares, Marisol Ayuso, María Kosty sustituida por Esther Gala, Arsenio León, Emiliano Redondo.
- Teatro Rosalía, La Coruña, 31 de julio de 2010.
  - Dirección: Ángel Fernández Montesinos.
  - Producción: Txalo Producciones.
  - Intérpretes: Paco Valladares, María Garralón, Alejandro Navamuel, Marisa Segovia, Rafael Esteban.